# Literaturhaus Graz

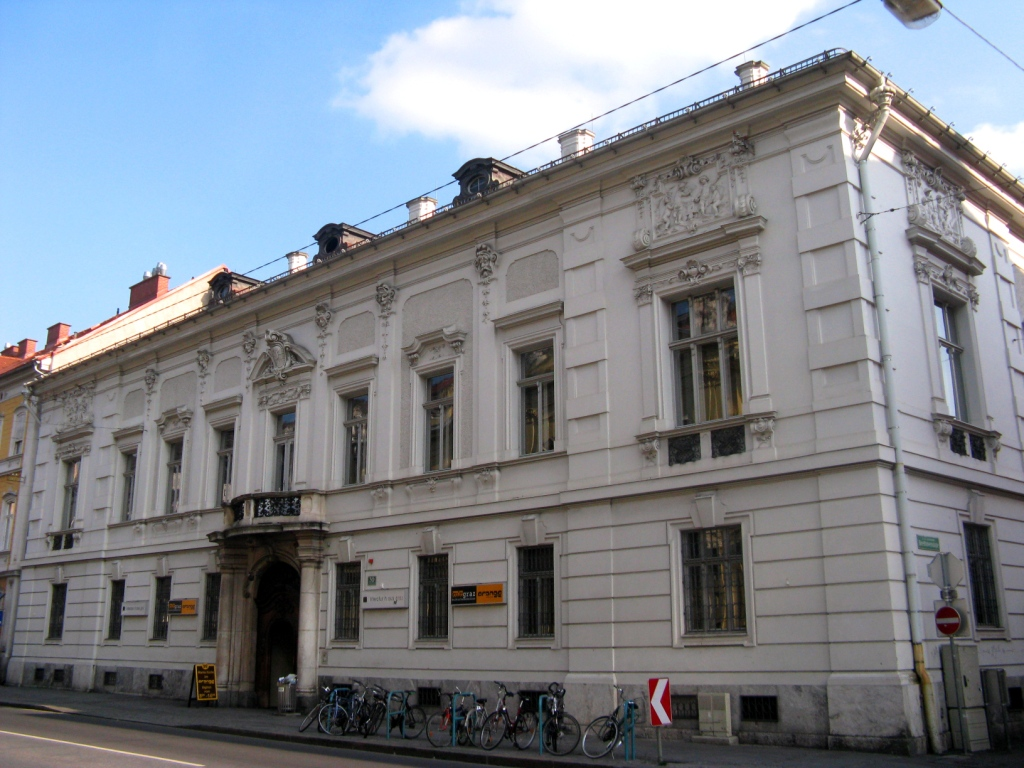
Das Literaturhaus Graz im ehemaligen Palais Mayr-Melnhof

Das Literaturhaus Graz ist seit seiner Gründung im Jahr 2003 der Präsentation regionaler, deutschsprachiger und internationaler Gegenwartsliteratur gewidmet. Das Spektrum der Veranstaltungen umfasst neben konventionellen Lesungen und Diskussionen auch Theateraufführungen, Konzerte und Ausstellungen. 

## Struktur
Betreiber ist das im selben Haus untergebrachte Franz-Nabl-Institut für Literaturforschung der Karl-Franzens-Universität Graz, das vor Ort über eine Bibliothek verfügt. An dem Institut werden Nach- und Vorlässe (darunter jene von Franz Nabl, Gerhard Roth, Werner Schwab und Barbara Frischmuth) verwaltet, sowie Werkmanuskripte, Korrespondenzen und Sammlungen von Autoren wie Wolfgang Bauer, Emil Breisach, Günter Eichberger, Reinhard P. Gruber, Klaus Hoffer, Gert Jonke oder Alfred Kolleritsch. 
Als Leiter des Literaturhauses wie des Franz-Nabl-Instituts fungierte von 2003 bis 2015 der Grazer Germanist Gerhard Melzer, seit 2015 hat Klaus Kastberger diese Funktion inne. Kastberger ist Professor für Neuere Deutsche Literatur an der Karl-Franzens-Universität Graz. Im Oktober 2019 wurde seine Bestellung als Leiter vom Gemeinderat bis 2025 beschlossen.

## Programm
„Qualität, Vielfalt, Offenheit und Gegenwartsbezug“ sind die programmatischen Leitgedanken des Literaturhauses Graz. In mehr als einhundert Veranstaltungen pro Jahr mit mehr als 10.000 Besuchern werden steirische, österreichische, deutschsprachige und internationale Autorinnen und Autoren präsentiert. Ein besonderer Schwerpunkt liegt, vorgegeben in der geographischen Lage der Stadt, auf dem Raum Südosteuropa. 
Außer klassischen Lesungen gibt es Gespräche, Vorträge, Diskussionen und Performances. Neben dem Roman werden Kurzprosa, Lyrik und Essay, neben dem Gängigen Eigenwilliges und neben der Erwachsenenliteratur mit dem Festival bookolino und der Reihe Junges Literaturhaus ein Kinder- und Jugendprogramm geboten.
In der Reihe Grundbücher werden wichtige Werke der österreichischen Literatur nach 1945 vorgestellt und nach ihrer heutigen Relevanz befragt. In der Literarischen Soirée, die für Ö1 aufzeichnet wird werden literarische Neuerscheinungen diskutiert. In den Grazer Vorlesungen zur Kunst des Schreibens, die im Literaturverlag Droschl publiziert werden, denken Vertreterinnen und Vertreter aus Wissenschaft, Journalismus und Literatur über ihr Schreiben nach. In der Reihe Zur Sache wird anhand von neu erschienenen Sachbüchern aktuelle Themen der Zeit reflektiert. Einmal pro Jahr findet in Zusammenarbeit mit dem Franz-Nabl-Institut ein wissenschaftliches Symposium statt, bisher unter anderem zu Elfriede Jelinek, Clemens J. Setz und Gerhard Roth. Das Literaturfestival Out of Joint findet in Kooperation mit dem Steirischen Herbst statt. Neue Wege der Literaturvermittlung beschreiten die Formate Science meets Poetry und die Literaturshow Roboter mit Senf.
Das Literaturhaus Graz ist Teil von mitSprache, einem freien Zusammenschluss der österreichischen Literaturhäuser, die vor gesellschaftspolitischem Hintergrund seit 2004 gemeinsam Projekte entwickeln und bundesweit umsetzen.

## Veranstaltungsort

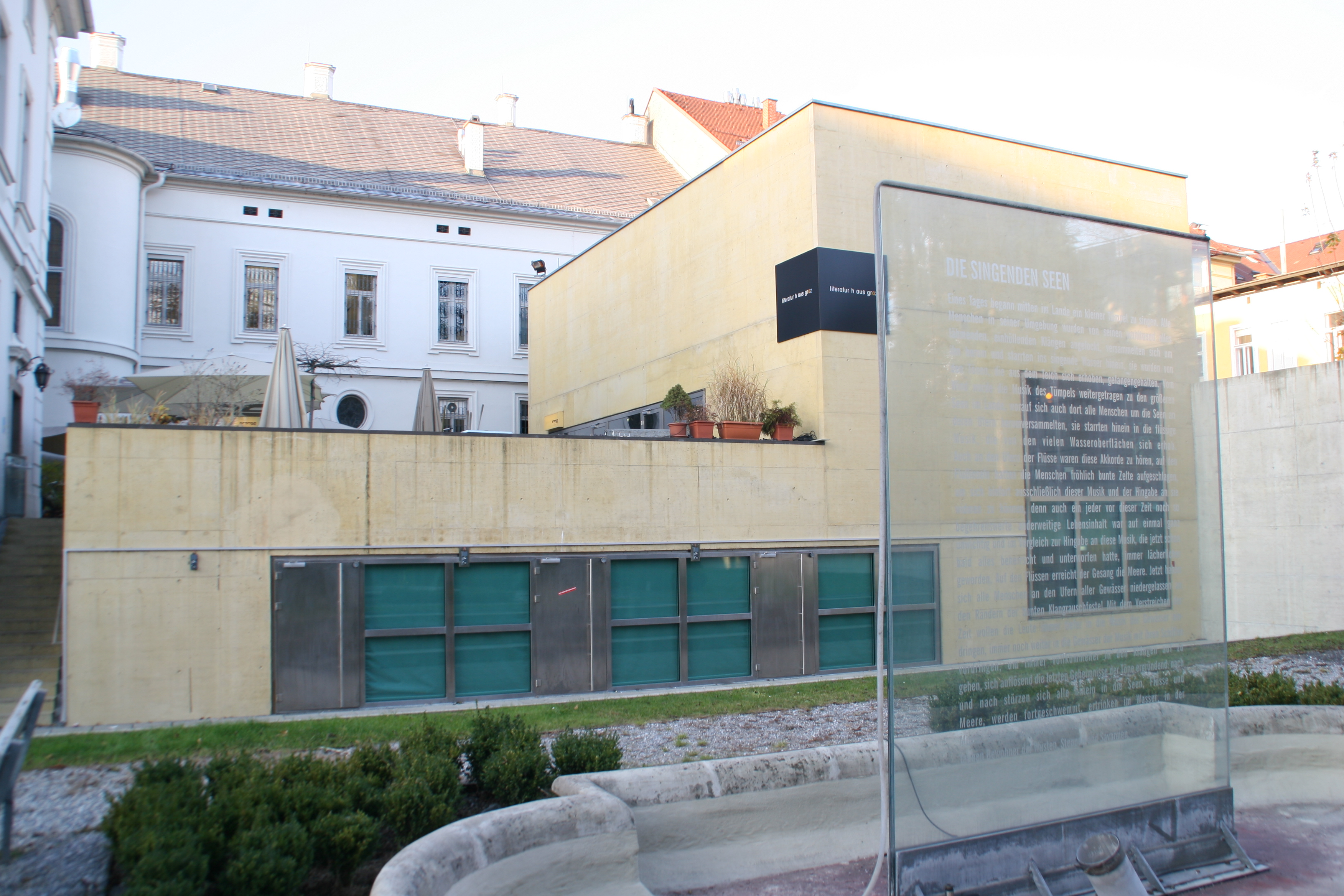
Literaturhaus Graz, Hofseite

Das vom Literaturhaus Graz bespielte Gebäude Elisabethstraße 30 war einst Stadtpalais der Familie Mayr-Melnhof und wurde im Jahr 1852 erbaut. 1894/95 kam es zu Umbauten nach den Plänen von August Gunolt. Die Fassade ist im Stil des späthistoristischen Neobarockstil gestaltet. Die figurale Bauplastik stammt von Rudolf Vital. In den Innenräumen ist eine Neorégence-Stuckzier erhalten geblieben.
Es wurde von 1966 bis 2000 als Grazer Kulturhaus genutzt (von 1972 bis 2000 unter der Leitung von Otto Breicha). Für die Neueröffnung am 7. Mai 2003 wurde das Haus vom Grazer Architekturbüro Riegler Riewe (Florian Riegler und Roger Riewe) generalsaniert und hofseitig durch einen Anbau erweitert. Dieser beherbergt den großen Veranstaltungssaal des Literaturhaus Graz, sowie früher das Café „Orange“, welches nun Schrille Grille heißt. Letzteres ist nicht als „Literaturcafé“ zu betrachten, vor allem der abendliche Barbetrieb zieht im Verein mit dem traditionellen „Kulturhauskeller“ im selben Haus ein studentisches Publikum an, das sich eher nicht mit den Literaturhausgästen mischt.

## Publikationen
- Gerhard Melzer (Hrsg.): Es liegt was in der Luft – die Himmel Europas. Droschl Verlag, Graz 2003, ISBN 3-85420-624-0.
- Gerhard Melzer (Hrsg.), Paul Pechmann: Sprachmusik. Grenzgänge der Literatur. Literaturhaus Graz (… Begleitbuch zur gleichnamigen Ausstellungsserie im Rahmen von) Graz 2003 – Kulturhauptstadt Europas. Sonderzahl-Verlag, Wien 2003, ISBN 3-85449-210-3.
- Daniela Bartens (Hrsg.), Gerhard Roth: Gerhard Roth: Orkus – Im Schattenreich der Zeichen. (Begleitbuch zur Ausstellung … „Gerhard Roth: ‚Orkus’ – Im Schattenreich der Zeichen“, 25.6. – 24.8.2003, Grazer Literaturhaus). Springer, Wien 2003, ISBN 3-211-00648-6.
- Gerhard Melzer (Hrsg.), Branko Lenart: Augen : Blicke – Schrift : Stücke. Dieses Buch dokumentiert die Ausstellung „Augen : Blicke – Schrift : Stücke“, die zur Eröffnung des Literaturhauses Graz vom 9. bis 17. Mai 2003 gezeigt wurde (47 x Literatur aus Graz). Droschl, Graz 2004, ISBN 3-85420-676-3.
- Gerhard Melzer (Hrsg.): Literatur h aus graz. Ein Bilderbuch 2003–2005. Für Wolfgang Bauer (1941–2005), dessen letzter Auftritt im Literatur h aus graz stattfand. Erstausgabe. Sonderzahl, Wien 2006, ISBN 3-85449-224-3.
- Klaus Kastberger (Hrsg.): Graz. Mit Schriftstellerinnen und Schriftstellern an besondere Orte der Stadt. Edition Kleine Zeitung, Graz 2018, ISBN 978-3-902819-92-5.
- Literaturhaus Graz (Hrsg.): Graz. Momente der Literatur. Verlagsbüro Johann Lehner, Wien 20236, ISBN 978-3-902850-24-9.